# 自溺
自溺，其中在中華文化最常見為投河自盡，是以溺斃作為死因的自殺手法，通常會因吸水入肺而導致窒息死亡，常見的方式有跳河、跳湖、跳海，也有溺斃於浴缸甚至洗臉盆的案例。

## 死因
溺斃的屍體通常會根據體形不同而有的一直浮在水面，有的沉入海底。沉入海底的屍體經過一段時間後會隨着體內腐爛加劇産生氣體而膨脹上浮，這種屍體的膨脹現象被警察形容為「形似巨人」，其死狀通常與生前容貌差異極大，甚至連親屬都無從辨認。流入耳道的水會隨之增加，繼而進入內耳的半規管而影響人的平衡感知，使泳手失去平衡，從而溺斃。溺水亦可能合併有外傷產生。如跳水引起的溺水可能有頭部外傷及意識喪失，或頸椎骨折造成肢體癱瘓。

## 統計

### 中國
1997年江蘇武进市56例淹溺死亡，「投河自尽」是成年人淹溺死亡的第三位原因，第二是「因疾病发作跌入河中」。

## 自溺的名人
- 屈原：懷大石投汨羅江而死。
- 藤村操：1903年於栃木縣日光市的華嚴瀑布投水自殺。
- 王國維：1927年自沉北京昆明湖。
- 維吉尼亞·伍爾芙：1941年將石頭裝進衣服口袋後，於位在羅德麥爾的住家附近的歐賽河投河自盡。
- 太宰治：1948年与崇拜他的女读者山崎富荣跳玉川上水自杀。
- 英格麗·瓊寇（英语：Ingrid Jonker）：於1965年投海自盡。
- 老舍：1966年在被紅衛兵毒打後投太平湖自殺。

## 來源
1. ↑  鄭金睿. . 高雄醫學大學附設中和紀念醫院.   [2020-12-02]. （原始内容存档于2021-04-13）.
2. ↑  谈忠良,李湘生. . 《中华流行病学杂志》. 1998, (4).